# Xaa-Pro dipeptidilna peptidaza
Xaa-Pro dipeptidilna peptidaza (EC 3.4.14.11, X-prolil dipeptidilna aminopeptidaza, PepX, X-prolil dipeptidilna peptidaza, X-Pro dipeptidilna-peptidaza) je enzim. Ovaj enzim katalizuje sledeću hemijsku reakciju
Hidroliza Xaa-Pro veza uz odvajanje neblokiranih, N-terminalnih dipeptida. Supstrati su između ostalog Ala-Pro--p-nitroanilid i (sekvenciono) Tyr-Pro--Phe-Pro--Gly-Pro-Ile
Ovaj intraćelijski enzim iz Laktococcus lactis (190-kDa) pripada peptidaznoj familiji S15.

## Literatura
- Nicholas C. Price; Lewis Stevens (1999). Fundamentals of Enzymology: The Cell and Molecular Biology of Catalytic Proteins (Third изд.). USA: Oxford University Press. ISBN 019850229X.
- Eric J. Toone (2006). Advances in Enzymology and Related Areas of Molecular Biology, Protein Evolution (Volume 75 изд.). Wiley-Interscience. ISBN 0471205036.
- Branden C; Tooze J. Introduction to Protein Structure. New York, NY: Garland Publishing. ISBN 0-8153-2305-0.
- Irwin H. Segel. Enzyme Kinetics: Behavior and Analysis of Rapid Equilibrium and Steady-State Enzyme Systems (Book 44 изд.). Wiley Classics Library. ISBN 0471303097.
- William P. Jencks (1987). Catalysis in Chemistry and Enzymology. Dover Publications. ISBN 0486654605.

## Spoljašnje veze
- Xaa-Pro+dipeptidyl-peptidase на 